# Esporte Clube Taboão
O Esporte Clube Taboão é um clube de futsal feminino brasileiro da cidade de Taboão da Serra, no estado do São Paulo. Fundado em 2009, está entre as principais equipes da modalidade no Brasil.

## História
O Esporte Clube Taboão, atualmente conhecido como Taboão Magnus, é uma equipe de futsal feminino da cidade de Taboão da Serra, no estado de São Paulo. Fundado em 2009 como um projeto social chamado Instituto Lince, o clube iniciou suas atividades com foco no desenvolvimento esportivo de jovens da região.
A profissionalização do projeto e o avanço técnico da equipe foram impulsionados pela chegada de parcerias institucionais, como com o Instituto Magnus, e principalmente pela atuação da treinadora Cristiane de Souza, nome fundamental na ascensão do time. Cristiane foi reconhecida duas vezes pelo portal especializado Futsal Planet como a melhor treinadora de futsal feminino do mundo, nos anos de 2020 e 2024. Em janeiro de 2025, o Taboão Magnus recebeu o maior reconhecimento de sua trajetória: foi eleito pelo mesmo portal como o melhor time feminino de futsal do mundo em 2024.
Nas quadras, o Taboão Magnus acumula um extenso currículo de conquistas. No Campeonato Paulista, venceu as edições de 2018 e um pentacampeonato consecutivo entre 2020 e 2024. Em escala nacional, é pentacampeão da Copa do Brasil de Futsal Feminino, com títulos em 2019, 2020 e 2022, 2023 e 2024, e vencedor da Taça Brasil em 2023 e 2025. Em 2021, o clube também conquistou a única edição da NFFB (Novo Futsal Feminino Brasil), equivalente ao Campeonato Brasileiro na temporada.
No ano de 2024, o Taboão Magnus adicionou mais um título importante à sua galeria ao conquistar a Liga Feminina de Futsal (LFF), a principal competição do país. A equipe também venceu duas edições consecutivas da Supercopa do Brasil, em 2024 e 2025, que garantiram sua presença na Copa Libertadores da América, torneio em que já havia sido campeã em 2022.

## Títulos
| INTERNACIONAIS               | INTERNACIONAIS | INTERNACIONAIS                      |
| Competição                   | Títulos        | Temporadas                          |
| ---------------------------- | -------------- | ----------------------------------- |
| Copa Libertadores da América | 1              | 2022                                |
| NACIONAIS                    |                |                                     |
| Competição                   | Títulos        | Temporadas                          |
| Liga Feminina de Futsal      | 1              | 2024                                |
| Taça Brasil                  | 2              | 2023 e 2024                         |
| Copa do Brasil               | 5              | 2019, 2020, 2022, 2023 e 2024       |
| Supercopa                    | 2              | 2021 e 2025                         |
| Novo Futsal Feminino Brasil  | 1              | 2021                                |
| ESTADUAIS                    |                |                                     |
| Competição                   | Títulos        | Temporadas                          |
| Campeonato Paulista          | 6              | 2018, 2020, 2021, 2022, 2023 e 2024 |

Categorias de base
- Taça Brasil Sub-20: 2024.[10]
- Taça Brasil Sub-17: 2019.[11]